# Brunet
Brunet – miejscowość i gmina we Francji, w regionie Prowansja-Alpy-Lazurowe Wybrzeże, w departamencie Alpy Górnej Prowansji.

## Demografia
Według danych na rok 1990 gminę zamieszkiwały 162 osoby, a gęstość zaludnienia wynosiła 6 osób/km². W styczniu 2015 r. Brunet zamieszkiwało 271 osób, przy gęstości zaludnienia wynoszącej 9,5 osób/km².